# Diary of a Wimpy Kid: Rodrick Rules (película de 2022)
Diary of a Wimpy Kid: Rodrick Rules (estilizada como Rodrick Rüles) es una película de comedia animada de 2022 dirigida por Luke Cormican (en su debut como director) a partir de un guion de Jeff Kinney, basado en su libro de 2008 del mismo nombre. Es una secuela de El diario de Greg (2021) y es la segunda adaptación de Rodrick Rules después de la película de acción real de 2011, además de ser la segunda película completamente animada de la serie de películas Diary of a Wimpy Kid y la sexta entrega en general. Brady Noon, Ethan William Childress, Chris Diamantopoulos, Erica Cerra y Hunter Dillon repiten sus papeles como personajes de la primera película, mientras que Ed Asner interpreta póstumamente al abuelo Heffley. La película es uno de los últimos papeles de voz de Asner grabado poco antes de su muerte el 29 de agosto de 2021 y está dedicada a su memoria.
Diary of a Wimpy Kid: Rodrick Rules fue producida por Walt Disney Pictures y Bardel Entertainment, este último brindando servicios de animación, y se estrenó en Disney+, como película original de Disney+, el 2 de diciembre de 2022. La película recibió reseñas mixtas de los críticos. Una secuela, Diary of a Wimpy Kid Christmas: Cabin Fever, se estrenó el 8 de diciembre de 2023 en Disney+.

## Reparto
- Hunter Dillon como Rodrick Heffley, el agresivo hermano mayor de Greg.
- Brady Noon como Greg Heffley, un estudiante de séptimo grado que anhela ser popular.
- Ethan William Childress como Rowley Jefferson, el infantil mejor amigo de Greg.
- Chris Diamantopoulos como Frank Heffley, el padre de Greg.
- Erica Cerra como Susan Heffley, la madre de Greg.
- Gracen Newton como Manny Heffley, el hermano menor de Greg.
- Veena Sood como la dama del ascensor.
- Ed Asner como el abuelo Heffley, el abuelo de Greg. Este fue el último papel actoral de Asner antes de su muerte en agosto de 2021.
- Kimberly Brooks como presentadora de noticias
- Nathan Arenas como Mackie, miembro de la banda de Rodrick.
- Jimmy Tatro como Bill Walter, miembro de la banda de Rodrick.
- Vincent Tong como Leland, vecino y niñera de Rowley.
- Albert Tsai como Drew, bajista de la banda de Rodrick.
- Hudson Yang como el tío Larry, baterista sustituto de la banda de Rodrick.
- Lex Lang como locutor del programa de talentos.

## Producción

### Desarrollo
El 23 de octubre de 2021, Jeff Kinney reveló que las secuelas de El diario de Greg ya estaban en desarrollo. En el Disney+ Day 2021, Kinney reveló la primera secuela, que está basada en Rodrick Rules. En octubre de 2022, Luke Cormican fue anunciado como director de la película.

### Música
En marzo de 2022, el compositor John Paesano confirmó que volvería a componer la música de la película. En octubre de 2022, Paesano fue confirmado como compositor. La canción de la película ““Can You Smell Us Now?” también se utiliza en el libro número 17 de la serie principal, Diary of a Wimpy Kid: Diper Överlöde.

## Estreno
Se lanzó un póster teaser de la película junto con el anuncio de la fecha de estreno. Se lanzó un avance de la película el 18 de octubre de 2022. En el Día de Disney+ de 2021, Kinney reveló que Rodrick Rules se lanzaría en 2022. El 12 de septiembre de 2022, se anunció una fecha de estreno para el 2 de diciembre de 2022.

## Secuela
El 3 de diciembre de 2021, Kinney declaró que tiene la intención de adaptar todos sus libros a películas animadas para Disney+.
El 1 de diciembre de 2022, Kinney confirmó que se estaba preparando una secuela y que se basaría en el sexto libro, Diary of a Wimpy Kid: Cabin Fever. Diary of a Wimpy Kid Christmas: Cabin Fever se estrenó en Disney+ el 8 de diciembre de 2023.